# スタジオメビウス
スタジオメビウスは、アダルトゲームのブランドのひとつ。株式会社メビウスが母体。同社の別ブランドとして「Studio Ring」がある。
『絶望 -青い果実の散花-』、『悪夢 -青い果実の散花-』で、鬼畜・陵辱もののブランドとしての地位を確立した。

## 概要
当初から鬼畜・陵辱路線で一定の評価を得る一方、寡作の傾向があるメーカーではあったが、1999年に『絶望 -青い果実の散花-』を発表後しばらく沈黙を続けた後、2000年暮れに制作が発表された『SNOW』は、一転して純愛ものと発表された。作風の180度転換に加え、その後の度重なる発売延期・キャラクターボイスの付加中止などの仕様変更が相まって、ユーザーの間には不安を覚える向きもあったが、2003年1月31日に無事発売されると、Key作品と重なるジャンルの作品として一定の評価を得た。あまりにもKeyの作品と内容が酷似していたためパクリとも言われたが、雑誌などでスタジオメビウスのスタッフ自身がKey作品の影響の大きさを率直に認めていることや、パクリ元とされた当のKeyスタッフが『SNOW』の制作を少なからず手伝っていることなどから、それほど問題視されなかった。
次作で創立10周年記念のファンディスク『めびにゃ!』は、『X -エックス-』『悪夢 -青い果実の散花-』『絶望 -青い果実の散花-』の過去作3本の収録と共に、『SNOW』の龍神村を舞台に『絶望』『悪夢』の主人公達が凌辱劇を繰り広げようとする『暗黒SNOW』を収録している。
陵辱ものだと古参ファンに期待を抱かせた『暗黒SNOW』がギャグだった（初めからギャグであるとアナウンスされていた）ことと、続いて発表された『友達以上恋人未満』が純愛路線だったため、スタジオメビウスは過去の鬼畜・陵辱路線を捨てたかと考えられていたが、2005年に『THE GOD OF DEATH』を発表、従来の鬼畜・陵辱路線のゲームも引き続き発売されたが、2008年に『SIN 黒朱鷺色の少女』で再起を目指すものの、予定されていた続編は発売されなかった。
2020年のコミケ97にて新作発表を公開し、公式HPもリニューアルを行った。2011年2月4日には、『悪夢 -青い果実の散花』と『-絶望 -青い果実の散花-』と『THE GOD OF DEATH』が同梱された『メビウス暗黒BOX』が発売された。

## 発売済みの作品一覧
※特記なきものはWindows版CD-ROM
- X -エックス- （1995年5月、PC-9800シリーズ版FD）
- 悪夢 -青い果実の散花- （1997年3月28日、CD-ROM）
- 絶望 -青い果実の散花- （1999年9月10日、CD-ROM2枚組）
- SNOW （2003年1月31日、CD-ROM・DVD-ROM）
- めびにゃ! -スタジオメビウスファンディスク- （2004年4月23日、DVD-ROM2枚組）
- 友達以上恋人未満 （2004年9月24日）
- SNOW FULL VOICE VERSION （2004年9月24日、『SNOW』にボイスだけ付加したもの）
- THE GOD OF DEATH （2005年7月29日、DVD-ROM）
- SNOW 〜Plus Edition〜 （2006年9月29日、『SNOW』のリメイク）
- SIN 黒朱鷺色の少女 （2008年11月28日、DVD-ROM2枚組）
- 悪夢 絶望 -青い果実の散花- Twin Pack Edition（2009年4月24日、CD-ROM、DVD-ROM各1枚）
- THE GOD OF DEATH -Standard Edition-（2009年10月30日、DVD-ROM）
- メビウス暗黒BOX（2011年2月4日、「悪夢」「絶望」「THE GOD OF DEATH」が同梱されたDVD-ROM3枚組）

## 発売予定であった作品一覧
- 時の詩
- 世紀末
- 桜巫女〜生贄の少女達〜

## スタッフ
株式会社メビウス代表
飛鳥ぴょん